# Engganogökduva
Engganogökduva (Macropygia cinnamomea) är en fågel i familjen duvor inom ordningen duvfåglar.

## Kännetecken och levnadssätt
Engganogökduvan är en rödbrun gökduva, med tydlig fläckning på bröst och ovansida som ger den ett fjälligt utseende. I sitt utbredningsområde är fågeln den enda gökduvan och är därför omisskännlig. Sången består av ett mjukt läte som återges "doo-doo-dowOOH". Fågeln bebor beskogade områden. där den liksom andra gökduvor födosöker i de lägre och mellersta skikten. Den håller sig ofta i det täta lövverket och kan därför vara svår att få syn på.

## Utbredning och systematik
Fågeln förekommer enbart på ön Enggano utanför sydvästra Sumatra. Tidigare behandlades den som en del av rostgökduva (M. emiliana), men urskiljs numera oftast som egen art efter studier.

## Status
Arten anses ha ett litet bestånd som understiger 10.000 vuxna individer. Den tros också minska i antal. Internationella naturvårdsunionen IUCN listar arten som nära hotad (LC).